# Эриоцитрин
Эриоцитрин представляет собой флаванон-7-О-гликозид между флаванон-эриодиктиолом и дисахаридом рутинозой. В просторечии его называют лимонным флавоноидом или цитрусовым флавоноидом, одним из растительных пигментов, придающих цвет фруктам и цветам. Этот антиоксидант также преобладает (38% в 1 исследовании) в настоях мяты перечной.

## Нахождение
Эриоцитрин обычно встречается в лимонах, присутствует в апельсиновой корке. В соке иранского лайма концентрация эриоцитрина составила 17.1–27.1  мкг/мл. 

## Биологическая активность
Эриоцитрин обладает гиполипидемическими свойствами в клетках печени. Он продается как пищевая добавка, обычно в сочетании с витаминами B и C и другими веществами, но не существует установленного медицинского применения или одобренного FDA применения этого соединения.
Эриоцитрин в сочетании с ресвератролом эффективно подавляет воспалительные реакции, уменьшало отек и воспаление подкожной клетчатки.
Сообщается, что существует эффективность эриоцитрина в отношении колита и защитная активность в отношении различных форм воспаления и окислительного стресса  у человека.
Эриоцитрин может играть важную роль в контроле изменения окислительно-восстановительного статуса глутатиона в печени крыс во время физической нагрузки, эффективен в предотвращении окислительных повреждений, вызванных острым окислительным стрессом вследствие физической нагрузки.
Эриоцитрин проявляет антиоксидантную, противораковую и антиаллергическую активность
.